# تاریخچه باشگاه فوتبال ناپولی
انجمن ورزشی فوتبال ناپولی یا اس‌اس‌سی ناپولی که معمولاً به‌عنوان ناپولی شناخته می‌شود، موفق‌ترین باشگاه فوتبال در جنوب ایتالیا و در میان باشگاه‌های بزرگ در سری آ ایتالیا، سابقه‌ای طولانی دارد که از بنیانگذاری آن ۱۹۰۵ به عنوان باشگاه فوتبال ناپل تا به امروز را در بر می‌گیرد.
ناپولی چندین بار در طول تاریخ خود بازسازی شده است که جدیدترین آنها در سال ۲۰۰۴ بود، آنها بیشتر تاریخ خود را در سری آ سپری کردند. شاید شهرت این باشگاه به خاطر دوره‌ای که دیگو مارادونا در آن عضو بود، بین دهه ۱۹۸۰ و اوایل دهه ۱۹۹۰ باشد، که در طی آن چندین جوایز از جمله اسکودتو و دو بار کوپا ایتالیا را به دست آورد. آنها همچنین در اروپا موفق شدند، جایی که جام یوفا را به دست آوردند.

## از ناپل تا اینترناپل
فوتبال نخستین بار در اوایل دهه ۱۹۰۰ توسط ملوانان انگلیسی به شهر ناپل آورده شد: دو باشگاه اول عبارتند از Football Club Partenopeo و Naples Foot-Ball & Cricket Club که هر دو در سال ۱۹۰۵ تأسیس شدند.

منشأ ناپل FCC را می‌توان به ویلیام پوتس ردیابی کرد، یک مرد انگلیسی که توسط آژانس دریایی به نام کانارد لاینز استخدام شده بود، او در اوقات فراغت خود یک فوتبالیست آماتور مشتاق بود و تصمیم گرفت در ایتالیا یک باشگاه تأسیس کند. جلسه‌ای از طریق San Severino 43 در ناپل برگزار شد، با هدف ایجاد یکی. پوتس، به همراه همکار انگلیسی آقای بایون و سه ناپلی به نام‌های کنفورتی، کاترینا و آمدئو سالسی، ناپل FCC را تشکیل دادند. سالسی به عنوان نخستین رئیس‌جمهور نامزد شد.
نخستین کیت آنها شامل یک پیراهن راه راه آبی آسمانی و سرمه‌ای، با شورت مشکی بود. ناپل نخستین بازی خود را در برابر ملوانان بریتانیایی از کشتی به نام عربیک انجام داد، آنها برای کسب جایزه‌ای که به افتخار نخستین رئیس‌جمهور ناپل "کوپا سالسی" نامگذاری شد، رقابت کردند. ناپل پیروز شد و بازی را ۳–۲ برد، شاهکاری که با در نظر گرفتن اینکه عربیک چند روز پیش جنوا معروف را ۳–۰ شکست داده بود، بسیار چشمگیرتر شد. تیم ناپل آن روز بود؛
|  | - کوک - دروازه‌بان - گاروززو - مدافع - دل پزو - مدافع - لیتی - مدافع |  | - Steinecaer - مدافع - مارین - هافبک - اسکارفولیو – هافبک - مک فرسون - هافبک |  | - Chaudorir - هافبک - Poths - به جلو - Ostermann - به جلو |

یک سال پس از بنیانگذاری آن، قسمت "کریکت" از نام حذف شد و نام باشگاه به سادگی Naples Foot-Ball Club بود. در سال ۱۹۰۹، سر توماس لیپتون، از برند معروف چای لیپتون، هنگام سفر با کشتی خود، از سیسیل دیدن کرد. او مسابقه‌ای به نام جام چالش لیپتون راه اندازی کرد. در این رقابت‌ها سالانه تیم‌های ناپل و سیسیلی به مصاف یکدیگر رفتند. در اکثر فینال‌ها ناپل با باشگاه فوتبال پالرمو بازی کرد. ناپل در فصل اول با نتیجه ۴–۲ قهرمان این رقابت شد. این جام در مجموع شش بار مورد مناقشه قرار گرفت و ناپل نیز در سال‌های ۱۹۱۱ و ۱۹۱۴ آن را برد
در سال ۱۹۱۲، بخش خارجی ناپل FBC منحل شد و تحت رهبری بایون و اشتاینگر، یک باشگاه ناپل دوم با نام اینترناسیونال ناپولی ایالات متحده تشکیل شد. در همین حال، امیلیو آناترا رئیس ناپل FBC بود که رقابت فوتبالی را در سال‌های بعد در شهر آغاز کرد. آنها در بخش کامپانیا در مسابقات قهرمانی ایتالیا ۱۳–۱۹۱۲ با یکدیگر رقابت کردند و ناپل پیش از باخت به لاتزیو در دور بعد، صدرنشین شد.
فصل بعد، وضعیت برعکس شد و اینترناسیونال ناپولی ناپل را شکست داد و سپس در دور بعد به لاتزیو باخت. این رقابت تا فصل سوم خود در بخش کامپانیا در مسابقات قهرمانی در طول سال ۱۹۱۵ ادامه یافت، اما پس از بازی اول (برنده ۳–۰ اینترناسیونال)، رقابت به دلیل جنگ جهانی اول لغو شد. پس از جنگ از سر گرفته شد زیرا هر دو باشگاه زنده ماندند، با این حال باشگاه‌هایی مانند Puteolana , Bagnolese و Savoia نیز اکنون در منطقه رقابتی بودند. در سال ۱۹۲۲، دو باشگاه رقیب، تحت فشار مالی، به عنوان Foot-Ball Club Internazionale-Naples با نام اختصاری FBC Internaples ادغام شدند.

## پایه و اساس انجمن کالچیو ناپولی
در ۲۵ اوت ۱۹۲۶، اعضای اینترناپل تصمیم گرفتند نام جدیدی برای باشگاه خود انتخاب کنند و جورجیو آسکارلی به عنوان نخستین رئیس انجمن کالچیو ناپولی منصوب شد. با آغاز فصل بعد، سیستم لیگ برتر ایتالیا به دو گروه متشکل از ده تیم تقسیم شد. ناپولی با ۱ امتیاز وحشتناکی که از ۱۸ بازی به دست آورده در انتهای گروه خود قرار گرفت.

آتیلا سالوسترو (در وسط) با هم تیمی‌های ناپولی در سال ۱۹۲۷

این همان چیزی است که آنها را I ciucciarelli به معنی «خرهای کوچک» نامیدند، قبلاً باشگاه فوتبال نماد شهر ناپل را که یک اسب بود با خود حمل می‌کرد. اما پس از فصل فوق، برخی در شهر آنها را به عنوان خر مورد تمسخر قرار دادند، با این حال، باشگاه O Ciuccio را به نام آن انتخاب کرد و آن را به طلسم خود تبدیل کرد و آن را با افتخار به نمایش گذاشت. دو فصل بعد آنها به تدریج بهتر عمل کردند و هر بار با این سیستم بالاتر رفتند.
در ناپولی، قهرمان بزرگ هواداران پیش از جنگ، آتیلا سالوسترو بود که خانواده اش در کودکی از پاراگوئه به ناپل نقل مکان کرده بودند. سالوسترو به دلیل سابقه ثروتمندش، هیچ حقوقی از باشگاه نگرفت، اگرچه با یک ماشین موتوری لوکس پاداش دریافت کرد. استعداد او در گلزنی در فصل ۲۹–۱۹۲۸ مشهود بود، زمانی که در ۲۸ بازی ۲۲ گل برای باشگاه به ثمر رساند.

### سری آ: دهه ۱۹۳۰
با ورود فوتبال ایتالیا به دهه ۱۹۳۰، لیگ به شکلی شکل گرفت که امروزه نیز باقی مانده است. فصل ۳۰–۱۹۲۹ نشان داد که ناپولی در مقیاسی بزرگ‌تر چه می‌تواند انجام دهد، آن‌ها در فصلی که تیم‌هایی مانند تورینو، لاتزیو و میلان را شکست دادند، پنجم شدند. شایان ذکر است، سالوسترو به همراه مارچلو میهالیچ، نخستین بازیکنان ناپولی بودند که در این دوره به تیم ملی ایتالیا دعوت شدند.
شش فصل بعدی ناپولی به‌طور مداوم در ده تیم برتر قرار گرفت، از جمله دو مقام سوم در فصل‌های ۳۳–۱۹۳۲ و ۳۴–۱۹۳۳ تحت هدایت مربی افسانه‌ای انگلیسی ویلیام گاربوت. یکی دیگر از قهرمانان برجسته باشگاه در این دوره آنتونیو ووژاک بود. این بازیکن ایتالیایی که در سال ۱۹۲۹ از یوونتوس قرارداد امضا کرد، در یک دوره شش ساله برای ناپولی در ۱۹۰ بازی، ۱۰۲ گل به ثمر رساند. بهترین گلزن جام جهانی ۱۹۳۰، مهاجم آرژانتینی گیلرمو استابیله نیز در فصل ۳۶–۱۹۳۵ در ناپولی بازی کرد.
باشگاه ناپلی قرار بود در سال‌های منتهی به جنگ جهانی دوم با نتایج صعودی و نزولی در سری آ رو به افول بگذارد. آنها در سال ۱۹۳۷ و دوباره در سال ۱۹۴۰ با سقوط به دسته پایین رفتند، جایی که با تفاضل گل ۴ گل باقی ماندند. بر فراز لیگوریا فقط یک فصل پیش از این، آنها پنجم شده بودند. در سال ۱۹۴۲ ناپولی سرانجام به سری بی سقوط کرد و تنها ۴ امتیاز آنها را از شش تیم بعدی جدا کرد. در سری بی، در سال ۱۹۴۳، ناپولی با دو امتیاز صعود مستقیماً از صعود محروم شد و درست پس از برشا در رده سوم قرار گرفت. در پایان فصل، استادیوم جورجیو آسکارلی خود را ترک کرد و به کامپو وومرو نقل مکان کرد.

### ناپولی پس از جنگ

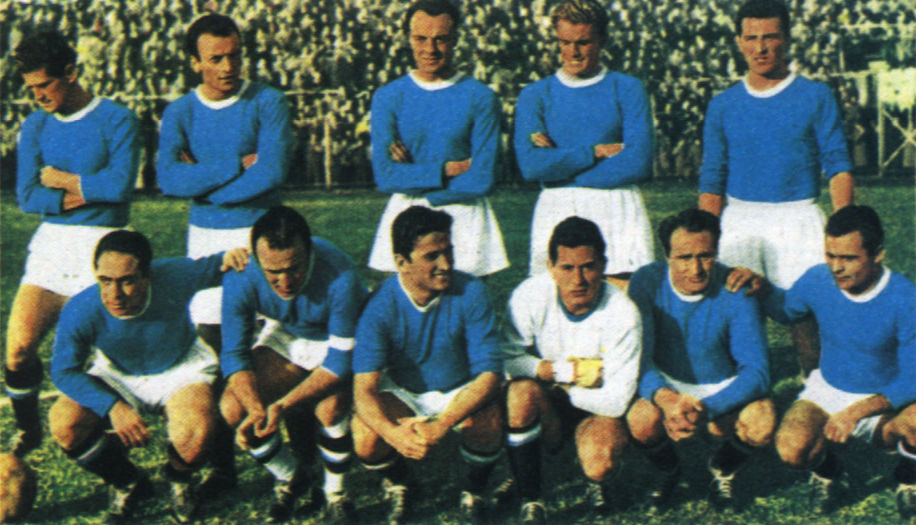
هاسه جپسون (ایستاده، دوم از راست) و برونو پسائولا (خمیده، اول از چپ) با هم تیمی‌های ناپولی در فصل ۵۴–۱۹۵۳

زمانی که مسابقات قهرمانی در فصل ۱۹۴۶ به صورت منطقه‌ای برگزار شد، ناپولی ثابت کرد که بهترین تیم در منطقه سنترو-سود است، و تنها سه بازی را در مسیر یک پیروزی ناچیز لیگ شکست داد، با امتیازات باری به پایان رسید، اما با برتری. میانگین هدف آنها فقط در گروه پایانی جدول را به پایان رساندند، اما این کافی بود تا ناپلی‌ها در سال بعد به سری آ صعود کنند.
ناپولی تنها توانست یک فصل در سری آ تازه تأسیس شده زنده بماند و در سال ۱۹۴۸ دوباره سقوط کرد تا اینکه در فصل ۵۰–۱۹۴۹ قهرمان سری بی شد. آنها توانستند در پنج فصل بعد مستقیماً به شیار سری آ بازگردند و در جمع شش تیم برتر قرار بگیرند. همراه با فیورنتینا، ناپولی سوژه نخستین پخش تلویزیونی رای از یک مسابقه فوتبال سری آ در سال ۱۹۵۶ بود. در طول باقیمانده دهه ۱۹۵۰، پایان لیگ آنها بالا و پایین بود: دو فصل کلیدی پایین‌تر با یک مقام چهارم در ۵۸–۱۹۵۷، بالاتر از هر دو تیم میلانی و رم دنبال شد.

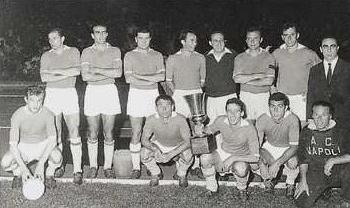
تیم قهرمان کوپا ایتالیا در سال ۱۹۶۲

دهه ۱۹۶۰ دورانی متفاوت برای ناپولی بود. آنها در سال ۱۹۶۱ سقوط کردند، اما در فصل بعد نایب قهرمان سری بی شدند و دوباره صعود کردند. سال ۱۹۶۲ همچنین به خاطر موفقیت در جام حذفی قابل توجه بود: ناپولی با شکست ۲–۱ اسپال در فینال با گل‌های کورلی و رونزون قهرمان کوپا ایتالیا شد، نخستین باری که یک باشگاه در سری بی رقابت می‌کرد. متأسفانه برای ناپولی، آنها نتوانستند موفقیت خود در جام حذفی را با ثبات در لیگ برتر دنبال کنند، زیرا یک بار دیگر به دسته پایین سقوط کردند.

## سوسیتا سپورتیوا کالچیو ناپولی: در حال رشد
اواسط دهه ۱۹۶۰ شاهد ظهور دوباره باشگاه بود. نام آنها در ۲۵ ژوئن ۱۹۶۴ به Società Sportiva Calcio Napoli تغییر یافت و در فصل ۶۵–۱۹۶۴ به عنوان نایب قهرمان سری بی صعود کردند. در نخستین فصل حضور خود در سری آ، تیم ناپلی موفق شد با هدایت برونو پسائولا، سرمربی آرژانتینی، مقام سوم را در لیگ به پایان برساند. آنها همچنین در همان سال با شکست یوونتوس، جام کوپا دله آلپی را به دست آوردند.
ناپولی در فصل ۶۸–۱۹۶۷ به قهرمانی در لیگ بسیار نزدیک شد و دقیقاً پشت سر میلان در رده دوم قرار گرفت. در طول این دوره برای باشگاه، تیم آنها چندین بازیکن را به رخ کشید که در این بازی به شهرت گسترده‌ای دست یافتند، از جمله برنده آینده جام جهانی ۱۹۸۲، دینو زوف، مهاجم رکورد شکن خوزه آلتافینی و مدافع متولد ناپل ، آنتونیو جولیانو. این باشگاه توانست نام خود را در میان نخبگان فوتبال ایتالیا در اوایل دهه ۷۰ با دو مقام سوم در سال‌های ۷۱–۱۹۷۰ و ۷۴–۱۹۷۳ حفظ کند.

۷۵–۱۹۷۴ ناپولی

فصل ۷۵–۱۹۷۴ تحت مربیگری و بازیکن سابق ناپولی ، لوئیس وینیسیو، نزدیک‌ترین فصلی بود که ناپولی تا به حال به اسکودتو رسیده بود. آنها فصل را تنها دو امتیاز کمتر از یوونتوس قهرمان به پایان رساندند و تفاضل گل بین باشگاه‌ها نیز تنها دو بود. اگرچه تلاش‌های آن‌ها نتوانست اسکودتو را برایشان به ارمغان بیاورد، اما باعث شد باشگاه برای جام یوفا ۷۵–۱۹۷۴ به اروپا دسترسی پیدا کند، جایی که آنها به دور سوم رقابت‌ها رسیدند و در طول راه پورتو را ۲–۰ شکست دادند.
دومین جام ناپولی در تاریخ کوپا ایتالیا در همان فصل به دست آمد و میلان و فیورنتینا را در مسیر موفقیت حذف کرد. آنها در فینال با گل‌های گینولفی، براگلیا و دو گل جوزپه ساولدی، هلاس ورونا را ۴–۰ شکست دادند. در جام اتحادیه انگلیس و ایتالیا، ناپولی در مجموع ۴–۱ تیم انگلیسی ساوتهمپتون را شکست داد، که شامل یک پیروزی قاطع ۴–۰ در خانه در ناپل بود و قهرمان این رقابت شد.
از آنجایی که این باشگاه در فصل پیش جام حذفی ایتالیا را برده بود، به جام برندگان جام اروپا ۷۷–۱۹۷۶ دسترسی پیدا کرد و دومین ضربه را به فوتبال اروپا زد. ناپولی موفق شد به نیمه نهایی این رقابت‌ها راه یابد. در دو فصل آخر دهه ۷۰، ناپولی در رده ششم قرار گرفت.

### دوران مارادونا: لیگ و موفقیت اروپا

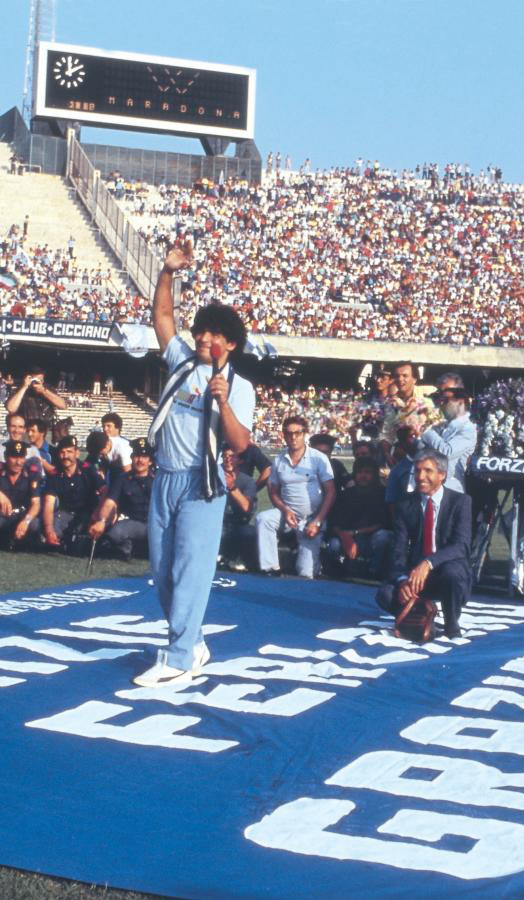
مارادونا در حین ارائه خود در ناپل، ۵ ژوئیه ۱۹۸۴، به جمعیت در استادیوم سن پائولو سلام می‌کند.

دهه ۱۹۸۰ برای باشگاه به شکل نسبتاً خوبی با مقام‌های سوم و چهارم لیگ در اوایل دهه آغاز شد. اما تا زمانی که دیگو مارادونای آرژانتینی در سال ۱۹۸۴ از بارسلونا به این باشگاه پیوست، ناپولی در نقشه فوتبال جهان قرار گرفت.
موفقیت با مارادونا آنی نبود. باشگاه ناچار شد سخت کار کند، ابتدا با مقام هشتمی در فصل ۸۵–۱۹۸۴، و پس از آن در ۸۶–۱۹۸۵ مقام سوم را به دست آورد. ۸۷–۱۹۸۶ سال ناپولی با مارادونا بود. ناپولی برای نخستین بار در تاریخ خود قهرمان اسکودتو شد. با انجام این کار، آنها همچنین نخستین و تنها تیم سرزمین اصلی جنوب ایتالیا (بدون احتساب باشگاه کالیاری ساردین) بودند که قهرمان لیگ شدند، رکوردی که هنوز پابرجاست. این تنها سری آ نبود که این باشگاه در آن فصل نیز قهرمان شد، آنها همچنین در فینال کوپا ایتالیا ۴–۰ آتالانتا را شکست دادند تا دوبل را تکمیل کنند.
در سال بعد، این تیم در دور اول جام اروپا توسط رئال مادرید حذف شد، اما نایب قهرمانی در سری آ به معنای جواز حضور در جام یوفا بود. یوونتوس و بایرن مونیخ از جمله قربانیان ناپولی در راه رسیدن به فینال بودند، جایی که مارادونا و کارکا در اواخر نیمه دوم یک گل به ثمر رساندند تا اشتوتگارت را دو بر یک در بازی اول شکست دهند. در بازی برگشت که در اشتوتگارت برگزار شد، بازی با تساوی ۳–۳ به پایان رسید و نخستین جام اروپایی ناپولی را تضمین کرد. ناپولی در آن سال به فینال کوپا ایتالیا نیز رسید، اما از سامپدوریا شکست خورد.
در سال ۱۹۹۰، ناپولی دوباره قهرمان شد، هرچند در شرایطی نسبتاً مساعدتر از قهرمانی پیشین خود در سری آ. پس از ضرب سکه به آلمائو برزیلی در ورزشگاه کوموناله آتالانتا دو امتیاز به آنها تعلق گرفت. اگر این به اندازه کافی بد نبود، فیزیک بدنی ناپولی در دوربین‌های تلویزیونی شکار شد که بازیکن را تشویق می‌کرد روی زمین بماند. با این وجود، این دو امتیاز مهم نبود، زیرا میلان در بازی خود مقابل هلاس ورونا شکست خورد، یعنی ناپولی بدون این دو امتیاز قهرمان می‌شد. با این حال، در طول جام جهانی ۱۹۹۰ به میزبانی ایتالیا، مارادونا اظهارات تحریک آمیزی کرد و از ناپلی‌ها درخواست کرد که تیم ملی آرژانتین خود را در مقابل تیم ملی ایتالیا که در شمال آن تسلط دارند تشویق کنند.
تیفوسی های ناپولی با نصب بنری در «محور» خود پاسخ دادند: «مارادونا، ناپل تو را دوست دارد، اما ایتالیا وطن ماست». برای مارادونا تأثیرگذار بود زیرا ناپولی تنها استادیوم در آن جام جهانی بود که در آن سرود ملی آرژانتین مورد تمسخر قرار نگرفت. ظاهراً هواداران ناپولی «گوسفند سیاه» ایتالیا بودند زیرا ریشه مارادونا داشتند. او پس از مثبت شدن آزمایش کوکائین کمتر از یک سال بعد، در حالی که باشگاه در بحران مالی قرار داشت، ترک کرد. اگرچه مارادونا اجازه داد زندگی شبانه اش بر میراث او با ناپولی تأثیر بگذارد، اما همچنان به عنوان بهترین بازیکن ناپولی تاریخ باقی خواهد ماند. او بارها اشاره کرده است که عشقش به ناپولی تقریباً به همان اندازه به تیم بوکا جونیورز است.
سال بعد، این باشگاه پس از شکست ۵–۱ یوونتوس، قهرمان سوپرکاپ ایتالیا شد، آخرین جام مهمی که ناپولی در ۲۲ سال به دست آورد. این بازی شامل دو گل از کارکا، دو گل از آندره آ سیلنزی و گل پنجم از ماسیمو کریپا بود. روبرتو باجو گل تسلی بانوی پیر را به ثمر رساند. نتیجه یک پیروزی با حاشیه برای هر باشگاهی بود، رکوردی که هنوز پابرجاست.

### دوران افول
این باشگاه پس از قهرمانی در سوپرکاپ ایتالیا آغاز به افت کرد. بازیکنانی مانند جانفرانکو زولا، دانیل فونسکا و کارکا یکی یکی از این تیم جدا شدند. در اوایل دهه ۱۹۹۰، باشگاه همچنان در لیگ برتری خود را حفظ می‌کرد، اگرچه نسبت به دوران مارادونا پایین‌تر بود. از آنجایی که در فصل ۹۲–۱۹۹۱ به مقام چهارم دست یافت، فرم لیگ باشگاه کاهش یافت.
در سال ۱۹۹۷، ناپولی به فینال کوپا ایتالیا رسید و تنها توسط ویچنزا (۱–۰/۰–۳ aet) شکست خورد). در این زمان، فرم لیگ آنها کمتر موفق بود و از سال ۱۹۹۶ به بعد، پایان لیگ آنها به‌طور قابل توجهی پایین‌تر بود. نخستین سقوط به سری بی در سال ۱۹۹۸ رخ داد که آنها فقط دو برد در تمام فصل ثبت کردند.
در تابستان ۱۹۹۷ تعداد زیادی بازیکن فروخته شد. از جمله آندره کروز، آلن بوگوسیان، فابیو پکیا، روبرتو بوردین، نیکولا کاچیا و آلفردو آگلیتی بودند. بازیکنانی مانند روبرتو آیالا، جوزپه تالیالاتلا و فرانچسکو تورینی از جمله بازیکنانی بودند که در تیم ۹۷–۱۹۹۶ باقی ماندند.
ناپولی ناچار شد تا فصل ۲۰۰۰–۱۹۹۹ صبر کند تا به عنوان نایب قهرمان سری بی به سری آ برسد. اگرچه نبرد سقوط بسیار نزدیک بود، لچه و هلاس ورونا تنها یک امتیاز بیشتر از آتزوری داشتند، بنابراین با هزینه ناپولی جان سالم به در بردند.
در فصل ۰۲–۲۰۰۱، ناپولی نتوانست صعود خود را به دست بیاورد و یک مکان در جدول سری بی را از دست داد. این یک اثر مارپیچی ایجاد کرد که باعث شد باشگاه بیشتر لغزش کند و در فصل بعد آنها در رتبه شانزدهم پایین قرار گرفتند. با این حال بدتر از آن برای باشگاه بود: با بدهی تخمین زده شده تا ۷۰ میلیون یورو، باشگاه در اوت ۲۰۰۴ ورشکست شد.

## تولد دوباره تحت رهبری دی لورنتیس
تحت نام ناپولی فوتبال، یک باشگاه جدید به لطف تهیه‌کننده فیلم آئورلیو د لائورنتیس متولد شد. هدف این بود که اطمینان حاصل شود که شهر ناپل بدون تیم فوتبال باقی نمی‌ماند. در طول نخستین فصل شکست در سری سی۱، ناپولی پس از باخت ۲–۱ در پلی آف، به سختی از صعود به آولینو بازماند.
در فصل ۰۶–۲۰۰۵، ناپولی با یک امتیاز بهتر پیش رفت و قهرمان سری سی۱ شد و در ۱۵ آوریل ۲۰۰۶ پس از پیروزی ۲–۰ در ورزشگاه سن پائولو به پروجا صعود کرد. علیرغم این واقعیت که ناپولی در چنین دسته پایینی بازی می‌کرد، آنها در بین باشگاه‌هایی با بیشترین هواداران در ایتالیا باقی ماندند. با میانگین تماشاگران بالاتر از بیشتر باشگاه‌های سری آ، (شکستن رکورد حضور در سری سی با ۵۱٬۰۰۰ نفر در یک بازی) و شش میلیون هوادار در سراسر جهان. نام این باشگاه در مه ۲۰۰۶ توسط رئیس De Laurentis به SSC ناپولی بازگردانده شد.

### بازگشت به سری آ
این تیم یکی از باشگاه‌های برتر سری بی بود. در بخش قابل توجهی از فصل، ناپولی در جایگاه دوم قرار داشت و برای صعود مستقیم به سری آ در کنار جنوا مبارزه می‌کرد. سرنوشت هر دو تیم زمانی مشخص شد که ناپولی مقام دوم، با جنوا مقام سوم که تنها یک امتیاز عقب بود، در روز پایانی بازی کرد. پیروزی برای هر یک از تیم‌ها باعث صعود آن تیم می‌شود در حالی که نتیجه مساوی باعث صعود ناپولی یا هر دو تیم می‌شود. با این حال، این سناریوی اخیر کاملاً در دست آنها نبود: پیاچنزا، رتبه چهارم، که برای کاهش فاصله در رده سوم به کمتر از ده امتیاز برای رسیدن به مرحله پلی آف می‌جنگید، میزبان تریستینا بود که خود برای فرار می‌جنگید. سقوط به سری سی۱اما پیاچنزا برای رسیدن به پلی آف به پیروزی نیاز داشت.
در ۱۰ ژوئن ۲۰۰۷، ناپولی مستقیماً به سری آ صعود کرد. بازی آنها با تساوی ۰–۰ به پایان رسید، اما پیاچنزا پس از برتری توسط تریستینا به تساوی ۱–۱ متوقف شد، به این معنی که ناپولی و جنوا مستقیماً به سری آ صعود کردند. هنگامی که اخبار مربوط به فینال پیاچنزا در ورزشگاه جنوا لوئیجی فراری رسید. در نتیجه، بازیکنان و هواداران هر دو تیم با یورش به زمین شروع به جشن گرفتن کردند، غافل از اینکه داور هنوز تمام وقت را صدا نکرده بود.
داور دستور داد که یک دقیقه وقت اضافه برگزار شود. پس از پایان، جشن‌ها برای دو غول خفته ایتالیا به‌طور رسمی آغاز شد. فصل ۰۸–۲۰۰۷ نخستین بار برای ناپولی در سری آ از آخرین سقوطش در سال ۲۰۰۱ و نخستین بار در سری آ تحت این باشگاه اصلاح شده پس از ورشکستگی بود.
ادواردو رجا، سرمربی تیم ملی ایتالیا در مارس ۲۰۰۹ برکنار شد و روبرتو دونادونی، سرمربی سابق تیم ملی ایتالیا به عنوان جانشین وی منصوب شد. او در اکتبر اخراج شد و والتر ماتزاری سرمربی سابق سمپدوریا جایگزین او شد. ناپولی زیر نظر ماتزاری در جدول صعود کرد و در رده ششم قرار گرفت تا در فصل ۱۱–۲۰۱۰ لیگ اروپا راه یابد. ناپولی، تحت هدایت ماتزاری و تقویت شده توسط بازیکنانی مانند ادینسون کاوانی، بخشی از فصل ۱۱–۲۰۱۰ را در مکان دوم گذراند، سوم شد و مستقیماً به مرحله گروهی لیگ قهرمانان اروپا ۱۲–۲۰۱۱ راه یافت.

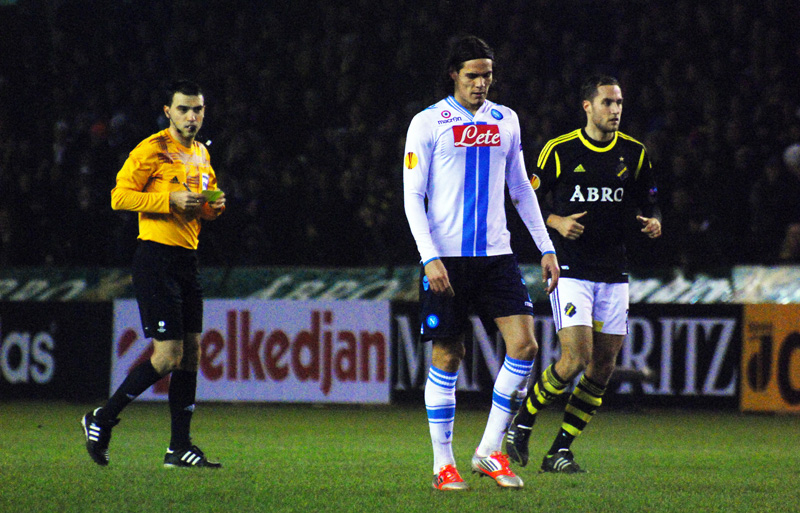
ادینسون کاوانی، رکورد فروش ناپولی، در بازی لیگ اروپا برای ناپولی مقابل ای‌آی‌کی در سال ۲۰۱۲

در فصل ۱۲–۲۰۱۱، ناپولی در رده پنجم سری آ به پایان رسید، اما موفق شد قهرمان شکست ناپذیر یوونتوس را در ورزشگاه المپیکو شکست دهد و ۲۵ سال پس از آخرین قهرمانی خود در جام حذفی، برای چهارمین بار در تاریخ باشگاه کوپا ایتالیا را فتح کند. کاوانی و مارک همشیک گل‌ها را به ثمر رساندند. ناپولی همچنین فصل موفقی در لیگ قهرمانان اروپا ۱۲–۲۰۱۱ داشت که نخستین حضورش در برترین تورنمنت اروپا از فصل ۹۱–۱۹۹۰ بود. این تیم در گروه خود پس از بایرن مونیخ دوم شد و جلوتر از منچسترسیتی، به مرحله یک‌هشتم نهایی صعود کرد، جایی که آنها توسط برنده نهایی چلسی حذف شدند. در فصل ۱۳–۲۰۱۲، ناپولی در جایگاه دوم سری آ قرار گرفت که بهترین عملکرد باشگاه از زمان قهرمانی در اسکودتو ۹۰–۱۹۸۹ بود. کاوانی با ۲۹ گل به عنوان بهترین گلزن این بخش به پایان رسید که منجر به فروش او به پاری سن ژرمن با مبلغ رکورد باشگاهی ۵۷ میلیون پوندی شد.
در فصل نزدیک ۲۰۱۳، والتر ماتزاری ناپولی را ترک کرد و مربی اینترناسیونال شد و جای خود را به رافائل بنیتز اسپانیایی داد که نخستین مربی خارجی باشگاه پس از زدنک زمان در سال ۲۰۰۰ بود پول فروش کاوانی صرف خرید سه بازیکن رئال مادرید شد - گونزالو هیگواین، رائول آلبیول و خوزه کالهیون – و بازیکنان دیگر، از جمله دریس مرتنز و پپه رینا. آنها فصل را با پیروزی در فینال کوپا ایتالیا ۲۰۱۴، پنجمین عنوان قهرمانی خود در این تورنمنت، با پیروزی ۳–۱ مقابل فیورنتینا با دو گل لورنزو اینسینیه و گل دیگری از مرتنس، و همچنین جواز حضور در لیگ قهرمانان اروپا به پایان رساندند. بنیتز در مه ۲۰۱۵ راهی رئال مادرید شد و مائوریتزیو ساری جایگزین او شد. در فصل ۱۸–۲۰۱۷، ناپولی در تمام فصل برای کسب عنوان قهرمانی رقابت کرد که در دور ماقبل آخر مسابقات به یوونتوس رفت. کارلو آنچلوتی پس از آن به عنوان سرمربی منصوب شد.